# 信濃グランセローズの選手一覧
信濃グランセローズの選手一覧（しなのグランセローズのせんしゅいちらん）は、ベースボール・チャレンジ・リーグ（ルートインBCリーグ）の信濃グランセローズに所属する選手、およびかつて所属していた主な選手の一覧である。
便宜上「保有選手」については本来の守備位置内に記載する。

## 首脳陣
| 背番号 | 名前     | 役職                   |
| ------ | -------- | ---------------------- |
| 88     | 柳沢裕一 | 監督                   |
| 80     | 中塚駿太 | 投手コーチ（選手兼任） |
| 19     | 山上信吾 | 投手コーチ（選手兼任） |
| 78     | 田中実   | 野手総合コーチ         |

## 所属選手
※備考欄の「移籍」はリーグより移籍選手として公示されたもの。
それ以外の前年リーグ内他球団所属者は「前年は××に所属」と記載。

### 投手
| 背番号 | 選手名     | 投 | 打 | 備考                                               |
| ------ | ---------- | -- | -- | -------------------------------------------------- |
| 11     | 中川央     | 右 | 右 | 2025年度新入団                                     |
| 13     | 鈴木貫太朗 | 右 | 右 | 背番号30から変更 登録名「貫太朗」                  |
| 14     | 宮島真輝   | 右 | 右 | 2025年度新入団                                     |
| 15     | 成田雄樹   | 右 | 右 | 2025年度新入団                                     |
| 16     | 池田尚祈   | 右 | 右 |                                                    |
| 17     | 山田夢大   | 左 | 左 |                                                    |
| 18     | 佐野宏斗   | 左 | 左 | 2025年度新入団 練習生                              |
| 19     | 山上信吾   | 右 | 右 | コーチ兼任 元・読売ジャイアンツ                    |
| 20     | 金澤智也   | 右 | 右 | 2025年度新入団                                     |
| 30     | 宮口ヤン   | 右 | 右 | 背番号13から変更                                   |
| 31     | 宮本航介   | 左 | 左 | 2025年度新入団 練習生                              |
| 34     | 寺内達哉   | 右 | 右 | 背番号74から変更 練習生                            |
| 41     | 谷藤優太   | 右 | 右 | 背番号77から変更                                   |
| 48     | 菅原璃久   | 右 | 右 | 2025年度新入団 練習生                              |
| 66     | 北野虎之介 | 右 | 左 | 2025年度新入団 練習生                              |
| 77     | 福田慈己   | 右 | 右 | 2025年度新入団                                     |
| 80     | 中塚駿太   | 右 | 右 | 背番号12から変更 コーチ兼任 元・埼玉西武ライオンズ |
|        | 志賀晴斗   | 右 | 左 | 2025年度新入団 練習生                              |

### 捕手
| 背番号 | 選手名     | 投 | 打 | 備考                  |
| ------ | ---------- | -- | -- | --------------------- |
| 22     | 佐和田翔弥 | 右 | 左 | 2025年度新入団        |
| 24     | 小野清弥   | 右 | 左 | 2025年度新入団 練習生 |
| 27     | 岡本皐汰   | 右 | 左 |                       |

### 内野手
| 背番号 | 選手名               | 投 | 打 | 備考             |
| ------ | -------------------- | -- | -- | ---------------- |
| 2      | 溝口真太郎           | 右 | 左 | 2025年度新入団   |
| 5      | 布川豪輝             | 右 | 右 | 2025年度新入団   |
| 6      | 日下部由伸           | 右 | 左 |                  |
| 12     | 奈良雄一郎           | 右 | 右 | 背番号74から変更 |
| 25     | 田中悠聖             | 右 | 左 | 2025年度新入団   |
| 29     | 山脇芳寿             | 右 | 左 | 2025年度新入団   |
| 44     | 佐々木駿斗           | 右 | 左 | 2025年度新入団   |
| 51     | 三浦ジェスヨロボ大颯 | 右 | 右 | 登録名「ジェス」 |
| 55     | 三原田京成           | 左 | 左 | 練習生           |

### 外野手
| 背番号 | 選手名   | 投 | 打 | 備考                          |
| ------ | -------- | -- | -- | ----------------------------- |
| 1      | 明新大地 | 右 | 右 | キャプテン                    |
| 3      | 豊川輝来 | 左 | 左 | 2025年度新入団                |
| 7      | 馬場愛己 | 右 | 左 |                               |
| 8      | 中塚大輔 | 右 | 左 | 2025年度新入団 登録名「大輔」 |
| 9      | 玉井元   | 右 | 両 | 2025年度新入団                |
| 23     | 林涼太   | 右 | 左 | 背番号31から変更 練習生       |
| 33     | 杉本冬弥 | 右 | 右 | 2025年度新入団                |
| 76     | 堀真夏人 | 右 | 左 | 練習生                        |

## 過去に在籍していた主な選手
( )は在籍時の背番号。

### NPB入団選手
※年はNPB入団前の最終所属年度。当球団から直接入団した選手に限る。
- 2008年
  - 鈴江彬（98） - 千葉ロッテマリーンズ（育成2位、2009年 - 2012年）
- 2009年
  - 高田周平（32） - 阪神タイガース（育成1位、2010年 - 2011年）2012年信濃に復帰
  - 星野真澄（23） - 読売ジャイアンツ（育成1位、2010年 - 2014年）
- 2012年
  - 原大輝（4） - オリックス・バファローズ（育成1位、2013年 - 2015年）
- 2016年
  - 笠井崇正（20） - 横浜DeNAベイスターズ（育成1位、2017年 - 2021年）
- 2020年
  - 赤羽由紘（5） - 東京ヤクルトスワローズ（育成2位、2021年 - ）
  - 松井聖（27） - 東京ヤクルトスワローズ（育成3位、2021年 - 2023年）2024年信濃に復帰
- 2021年
  - 岩田幸宏（8） - 東京ヤクルトスワローズ（育成1位、2022年 - ）
- 2022年
  - 山本晃大（66） - 北海道日本ハムファイターズ（育成4位、2023年 - ）
- 2024年
  - 田島光祐 (22) - オリックス・バファローズ（育成5位、2025年 - ）

### 海外プロリーグ入団選手
※年は海外プロリーグ入団前の最終所属年度。当球団から直接入団した選手に限る。
- 2023年
  - 鈴木駿輔（20→19） - 楽天モンキーズ（2024年）

### その他
- 赤塚瑞樹（15） - スイッチピッチャー
- 足立真彦（15）
- 新井仁盛 - ベストナイン（2021年）
- 荒西祐大（20） - 元・オリックス・バファローズ、コーチ兼任
- 井坂肇（17） - 東大野球部初の独立リーガー
- 板倉寛樹 (6)
- 今井政司 - のちに千葉スカイセイラーズGM補佐兼任コーチ[1]
- 宇佐美真太 - ベストナイン（2022年）
- エドアルド・ペレス - 最多本塁打（2011年）、登録名「ペレス」
- 大川陽大 - ベストナイン（2022年）、地区最多打点（2023年）
- 大谷尚徳（13）
- 大塚晶文（11） - 元：テキサス・レンジャーズ
- 大平成一（1） - 最多本塁打（2012年）、ベストナイン（2012年・2014年）、元：北海道日本ハムファイターズ
- 甲斐拓哉（19） - 元：オリックス・バファローズ
- 樫尾亮磨 - 最多勝利（2017年）
- 金村曉（16） - 元：阪神タイガース
- クリスチャン・クインティン - 地区最優秀防御率（2021年）、登録名「クインティン」
- 小林宏之（41） - 元：阪神タイガース
- 齋藤英輔 - 最多セーブ（2018年）
- 佐渡俊太 - 地区最多奪三振（2021年）
- 佐藤広樹 - 最優秀防御率（2007年）
- 佐野史学 - ベストナイン（2010年・2011年）、登録名「フミヒサ」
- 佐野悠太（1） - 佐野恵太の実弟
- 篠田朗樹（20） - 最優秀防御率（2012年）、最多セーブ（2012年・2013年）。後に福井ネクサスエレファンツ球団社長[2]
- 柴田悠介 - ベストナイン（2017年）
- 島袋涼平 - ベストナイン（2016年）
- 杉山慎（74） - 現・千葉スカイセイラーズ運営会社代表[3]
- 高井ジュリアン - シーズンMVP（2017年）
- 高野一哉（74）  - 元：ロサンゼルス・ドジャース傘下
- 滝野要（28） - 元・中日ドラゴンズ、シーズン途中からコーチ兼任となったものの途中退団
- 張竣龍（中国語版）（55） - 登録名は「ロン」。退団後、2018年に富邦ガーディアンズに入団。
- 辻竜太郎 - 首位打者（2009年）、ベストナイン（2009年）、登録名「竜太郎」
- 中村尚史（99） - 元：クリーブランド・インディアンス傘下
- サムエル・ヘルバシオ（98） - 元：ヒューストン・アストロズ
- ネルソン・ペレス（80） - 元：阪神タイガース
- 福田真啓
- 福地元春 - 元・横浜DeNAベイスターズ
- ブランドン・マン（87） - 元：横浜ベイスターズ、2019年に千葉ロッテマリーンズに入団。
- 松井宏次（76） - 元：東北楽天ゴールデンイーグルス。元はコーチ専任だったが選手不足のため現役復帰。
- マルコス・ベキオナチ（14） - 元：阪神タイガース
- 森田克也 - 首位打者（2016年）、ベストナイン（2016年）
- 山﨑悠生 - 最多セーブ（2017年）
- ヨアン・ウレーニャ - ベストナイン（2020年）、登録名「ウレーニャ」
- レミー・コルデロ (30) - 横浜DeNAベイスターズから派遣
- ラウール・レイエス（66） - 元：ニューヨーク・メッツ傘下
- 和辻大輝 (9)

## 歴代監督
- 木田勇 （2007年 - 2008年）
- 今久留主成幸 （2009年）
- 佐野嘉幸 （2010年 - 2012年）
- 岡本哲司 （2013年）
- 大塚晶文 （2014年）※選手兼任
- 岡本克道 （2015年）
- 本西厚博 （2016年 - 2018年）

監督代行
- 髙橋信二 （2015年）